# Cephalodasys caudatus
Cephalodasys caudatus is een buikharige uit de familie van de Cephalodasyidae. De wetenschappelijke naam van de soort werd voor het eerst geldig gepubliceerd in 1981 door Rao.

## Voorkomen
De soort komt voor in de Indische Oceaan.